# Poppelspröding
Poppelspröding (Psathyrella populina) är en svampart som först beskrevs av Max Britzelmayer, och fick sitt nu gällande namn av Kits van Wav. 1985. Psathyrella populina ingår i släktet Psathyrella och familjen Psathyrellaceae.   Inga underarter finns listade i Catalogue of Life.
I den svenska databasen Dyntaxa används istället namnet Psathyrella sylvestris för samma taxon.  Arten är reproducerande i Sverige.